# 国際連合安全保障理事会決議1914
国際連合安全保障理事会決議1914（こくさいれんごうあんぜんほしょうりじかいけつぎ1914 英語: United Nations Security Council Resolution 1914）は、2010年3月18日に国際連合安全保障理事会において全会一致で採択された決議。国際司法裁判所判事の史久鏞の辞職、および国際司法裁判所規程に従った欠員の補充を注記した上で、国際連合安全保障理事会は同年6月29日に国際連合安全保障理事会と国際連合総会（第64会期）と合同で補充選挙を執り行うことを決定した。
史久鏞は1994年2月より国際司法裁判所判事の任に就いた。2003年に再任され、2000年から2003年まで国際司法裁判所の副裁判長、2003年から2006年まで裁判長を務めた。